# Première dynastie du Pays de la Mer
La Première dynastie du Pays de la Mer est une dynastie qui a dominé le Sud de la Mésopotamie entre la période finale de la première dynastie de Babylone et l'expansion de la dynastie kassite, durant une période très mal documentée, dont la durée est discutée : d'environ 1740 à 1475 av. J.-C. selon la chronologie moyenne. 
Cette dynastie doit son nom au « Pays de la Mer » (akkadien Māt tâmti(m), sumérien Kur abba), qui sert à désigner à partir du XVe siècle av. J.-C. une région située au sud-est de la Basse Mésopotamie, en partie sur le littoral comme son nom l'indique, qui correspondait à des espaces souvent marécageux. Des chroniques la désignent aussi par un terme de sens indéterminé, Ùru.kù(k) ou É-Uru.kù.ga, peut-être le nom d'une ville dont cette lignée serait originaire,.

## La dynastie dans les listes royales
La Première dynastie du Pays de la Mer apparaît dans trois chroniques dynastiques babyloniennes, qui donnent la liste de ses souverains : les Listes royales A et B, l'Histoire synchronique, et celle préservée sur la tablette BM 35572+, seule la première ayant préservé l'intégralité de la lignée. 
| Position | Liste Royale A | Liste Royale B                     | Durée supposée de règne | Rois contemporains      |
| -------- | -------------- | ---------------------------------- | ----------------------- | ----------------------- |
| 1        | Ilima[ii]      | Ilum-ma-ilī                        | 60 ans                  | Samsu-iluna (Babylone)  |
| 2        | Ittili         | Itti-ili-nībī                      | 56 ans                  |                         |
| 3        | Damqili        | Damqi-ilishu II                    | 36 ans                  | Ammi-ditana (Babylone)  |
| 4        | Ishki          | Ishkibal                           | 15 ans                  |                         |
| 5        | Shushshi       | Shushshi                           | 24 ans                  |                         |
| 6        | Gulki…         | Gulkishar                          | 55 ans                  | Samsu-ditana (Babylone) |
| 7        | Peš-gal        | Peshgaldaramesh (PEŠ.GAL-DÀRA.MAŠ) | 50 ans                  |                         |
| 8        | A-a-dàra       | Ayadaragalama (A-DÀRA-GALAM.MA)    | 28 ans                  |                         |
| 9        | Ekurul         | Akurduana                          | 26 ans                  |                         |
| 10       | Melamma        | Melamkurkurra                      | 7 ans                   |                         |
| 11       | Eaga           | Ea-gam[il]                         | 9 ans                   |                         |

La dynastie aurait pu durer 368 ans, mais cela n'est pas assuré. Par ailleurs l'Histoire synchronique semble indiquer la présence d'un autre roi, DIŠ+U-EN, entre le règne de Gulkishar et celui de Peshgaldaramesh.

## Une histoire mal connue
Très peu documentée, située dans une période encore mal connue et du reste de durée débattue, entre le déclin de la première dynastie de Babylone et la prise de contrôle de l'intégralité de la Babylonie par les Kassites, l'histoire de la Première dynastie du Pays de la Mer ne peut être reconstituée avec assurance en l'état actuel de la documentation. Si elle a longtemps reposé sur une poignée de chroniques historiques, la connaissance de cette période s'est enrichie par la publication de documents économiques et la fouille du site de Tell Khaiber.
L'origine de la Première dynastie du Pays de la Mer n'est pas connue. Si on suit l'avis de W. G. Lambert, elle pourrait être originaire d'une cité, Ùru.kù(k) ou É-Uru.kù.ga, peut-être située dans la région de Lagash, qui lui aurait donné son autre nom (celui donné par les Listes royales A et B).
Son premier roi, Ili-ma-ili, est mentionné dans la Chronique des Rois anciens, qui évoque ses conflits contre les rois babyloniens Samsu-iluna et Abi-eshuh, qui lancent des attaques contre lui et subissent deux échecs. La montée en puissance du Pays de la Mer se voit dans cinq textes juridiques de Nippur datés du règne d'Ili-ma-ili, ce qui indique qu'il a dominé la ville, sans doute après l'avoir soustraite à la domination de Samsu-iluna, après 1710 si on se fie aux textes du même site datés du règne de ce dernier. Cela s'inscrit dans une phase qui voit la perte de contrôle babylonien de la plupart des villes du Sud de la Babylonie (Nippur donc, aussi Ur, Uruk, Larsa, Lagash, etc.) après une grande révolte matée par Samsu-iluna. Un nom d'année du roi babylonien Abi-eshuh mentionne ainsi la construction d'un barrage sur le Tigre, ouvrage que deux textes postérieurs relient aux conflits contre le Pays de la Mer, sans doute dans le but de détourner les eaux du fleuve du territoire de l'ennemi. Ces conflits semblent donc s'inscrire dans un contexte de sécession des régions méridionales, et il s'accompagne aussi d'une désertion des villes de la région, apparemment durant une crise économique, sociale et démographique profonde. En tout cas les institutions de ces cités cessent de fonctionner, le clergé de leurs grands temples est attesté dans des villes de Babylonie du Nord où il s'est apparemment réfugié pour continuer à exercer leur culte. Le premier roi du Pays de la Mer prend donc manifestement le contrôle d'une région en recompositions, dans laquelle les grands centres urbains qui dominaient depuis de nombreux siècles ne sont plus occupés, ce qui explique la faiblesse de la documentation écrite de cette période.
Les rois suivants ne sont connus que par les listes royales et parfois des chroniques ou d'autres textes plus explicites. Un texte provenant de Dur-Abi-eshuh, un des forts construits par le roi du même nom afin de contrôler la zone frontalière avec le Pays de la Mer, et daté de la 11e année de règne du roi suivant, Ammi-ditana, indique que la ville de Nippur est soumise au pillage par un ennemi, sans doute le Pays de la Mer. Le nom de la 37e année de règne de ce même souverain est « Année durant laquelle (Ammi-ditana) a détruit la muraille de Der/Udinum, construite par l'armée de Damiq-ilisu », le troisième souverain de la Première dynastie du Pays de la Mer. Un texte littéraire conservé dans une tablette médio-babylonienne, surnommé l’Épopée de Gulkishar, évoque l'affrontement de Gulkishar, sixième roi de la dynastie, avec le roi babylonien Samsu-ditana.
La première dynastie de Babylone s'effondre à cette période, le coup de grâce lui étant manifestement porté par l'armée hittite de Mursili Ier, en 1595 av. J.-C. selon la chronologie moyenne (1499 selon la chronologie basse). Rien n'indique que les rois du Pays de la Mer aient profité de la situation pour s'emparer de Babylone, car ils ne sont pas mentionnés comme souverains de cette cité, et du reste leur activité durant cette période n'est pas connue. 
Les deux fils de Gulkishar, Peshgaldaramesh et Ayadaragalama, apparaissent comme les souverains mentionnés dans une archive de provenance inconnue (près de Nippur ?) conservée dans la collection Schøyen. Les textes sont essentiellement des lettres et des documents administratifs provenant d'un centre administratif du Pays de la Mer. Par ailleurs les fouilles récentes de Tell Khaiber, près d'Ur, ont mis au jour un bâtiment fortifié d'environ 4400 m², où ont été exhumées des tablettes administratives datées du règne d'Ayadaragalama. Ces documents indiquent donc que les rois du Pays de la Mer ont disposé d'une administration assurant la continuité des périodes précédentes, avec des institutions encadrant des activités agricoles et commerciales, et ponctionnant des prélèvements sur ses sujets. Quelques textes littéraires sont également attribués à cette période. Néanmoins les éléments de rupture semblent importants. Aucune archive datée de la dynastie du Pays de la Mer n'a été mise au jour dans les grands centres du Sud mésopotamien (en dehors des cinq tablettes de Nippur du début de la période), et aucune activité de construction patronnée par les souverains de la dynastie n'y est attestée. Les fouilles archéologiques indiquent que ces villes ne sont sans doute pas occupées à cette période (ou de façon très sporadique), qui voit un début de « ruralisation » de l'extrême-Sud. En l'état actuel des connaissances, il semble que les rois du Pays de la Mer aient vraisemblablement occupé de petits sites nouveaux comme Tell Khaiber et non pas les vieilles villes du pays de Sumer pour lesquelles il n'y a pas de trace claire de leur domination. 
Pour avoir des indications sur les conditions de la fin de la Première dynastie du Pays de la Mer, il faut retourner vers la Chronique des Rois anciens, qui indique que son dernier roi, Ea-gamil, part se réfugier en Élam, et que son pays est (ensuite ?) conquis par le kassite  Ulam-Buriash, frère du roi Kashtiliash. Ce même Ulam-Buriash est connu par une inscription, dans laquelle son nom est inscrit Ula-Burariash, qui le présente comme « Roi du Pays de la Mer » (c'est la plus ancienne attestation de ce titre). Le roi kassite suivant, Agum III, a selon la même chronique détruit la ville de Dur-Enlil, capitale du Pays de la Mer, non attestée par ailleurs. Ce même souverain se serait par ailleurs emparé de Dilmun (Bahreïn), où quelques tablettes datées du règne d'Ea-gamil ont été mises au jour, indiquant que cette île avait sans doute été contrôlée par le Pays de la Mer.
Ces événements sont à situer vers le début du XVe siècle av. J.-C., quand les rois kassites mettent la main sur la totalité de la Babylonie. Par la suite le Pays de la Mer est mentionné en tant que province du royaume de Babylone sous les Kassites et la seconde dynastie d'Isin. Une seconde dynastie du Pays de la Mer a existé d'environ 1025 à 1005 av. J.-C. et cette région a encore une grande importance jusqu'à l'époque babylonienne tardive.